# Carbonara al Ticino
Carbonara al Ticino es una localidad y comune italiana de la provincia de Pavía, región de Lombardía, con 1.489 habitantes.

## Evolución demográfica
| Gráfica de evolución demográfica de Carbonara al Ticino entre 1861 y 2001 |
|                                                                           |
| Fuente ISTAT - elaboración gráfica de Wikipedia                           |